# Квантунська армія
Кванту́нська а́рмія (яп. 関東軍, かんとうぐん, канто-ґун) — одна з головних армій Імперської армії Японії на території китайської Маньчжурії та Кореї. Названа за іменем Квантунської області.

## Історія армії
Сформована 1931 року на базі гарнізону Квантунської області (втраченої Російською імперією 1905 року). Місце формування — Люйшунь, Маньчжурія. Штаб-квартира містилася в Чанчунь, Маньчжурія.
В 1931—1932 роках окупувала Маньчжурію Республіки Китай, після чого було створено маріонеткову державу Маньчжоу-Го.
У 1938 року особовий склад Квантунської армії становив 200 тис., 1940-го — 400 тис.
У 1939-го Квантунська армія вперше зіткнулася з радянськими військами на річці Халхін-Гол.

## Чисельність армії. Втрати
Під час Другої світової війни чисельність Квантунської армії досягнула 1 млн 200 тис. бійців. У серпні 1945-го вона під командуванням Отодзо Ямади в ході Маньчжурської операції збройних сил СРСР утратила вбитими 84 тис. осіб, 600 тис. потрапило в полон.